# Leia intermissa
Leia intermissa är en tvåvingeart som beskrevs av Tollet 1956. Leia intermissa ingår i släktet Leia och familjen svampmyggor.
Artens utbredningsområde är Burundi. Inga underarter finns listade i Catalogue of Life.